# 卡尔·戴维·安德森
卡尔·戴维·安德森（英語：Carl David Anderson，1905年9月3日—1991年1月11日），美国物理学家，因发现了正电子而获得1936年诺贝尔物理学奖。
安德森出生在美国纽约，父母是瑞典移民。安德森1927年在加州理工学院获得学士学位，1930年获得博士学位。在著名物理学家密立根的指导下，安德森研究了宇宙线，在云室的轨迹中发现了一种质量与电子相当，但是带有正电荷的新粒子——正电子。这一发现在1932年公布，并完全符合保罗·狄拉克的理论预言。由于这一发现，安德森获得了1936年的诺贝尔物理学奖。